# NGC 818
NGC 818 (również PGC 8185 lub UGC 1633) – galaktyka spiralna z poprzeczką (SBbc), znajdująca się w gwiazdozbiorze Andromedy. Odkrył ją William Herschel 18 października 1786 roku.
W galaktyce tej zaobserwowano supernową SN 1992az.